# بلکسر

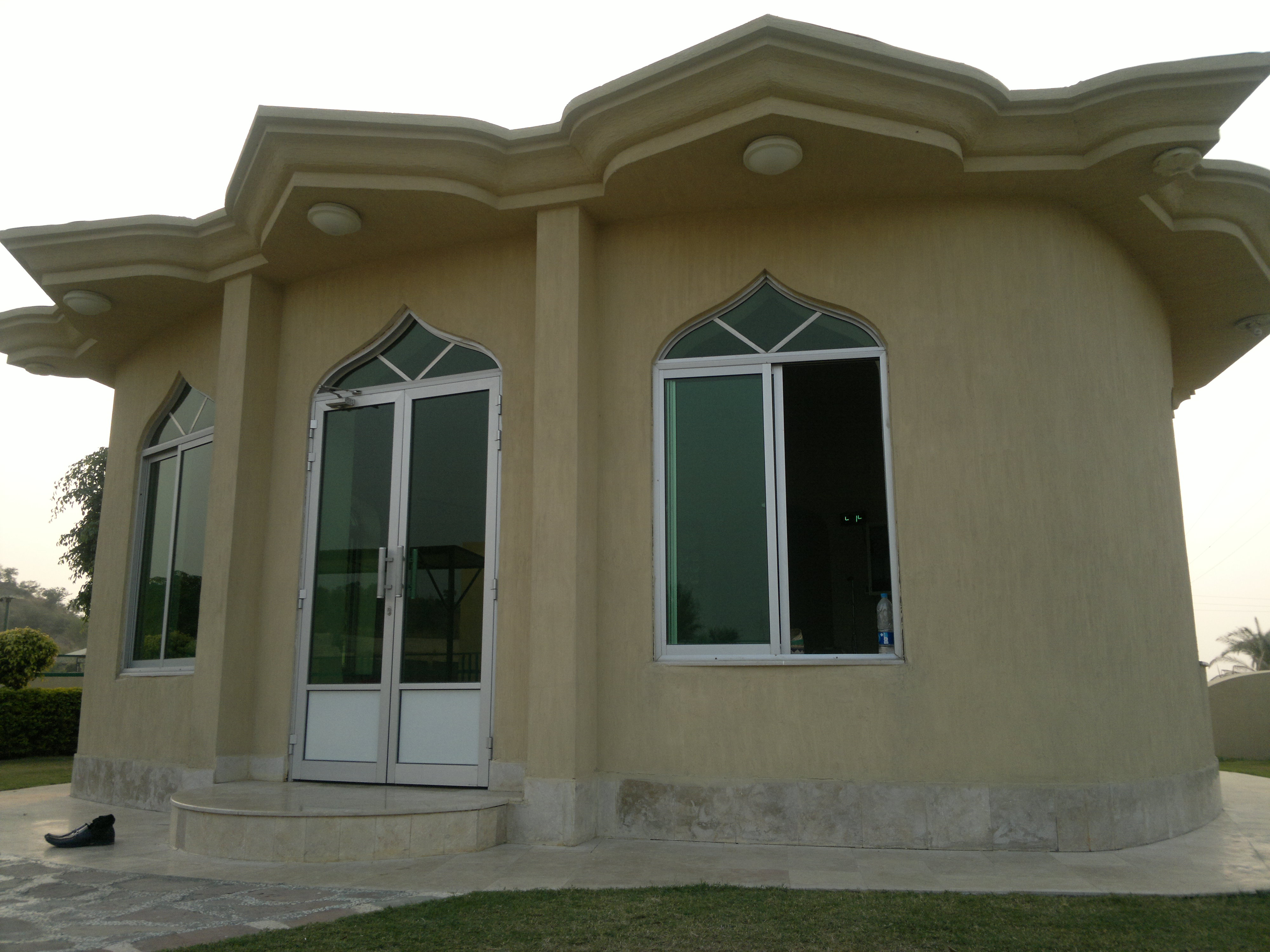
بافت خانه های بلکسر در پاکستان

بلکسر (به انگلیسی: Balkassar) یک روستا در پاکستان است که در ناحیه چکوال واقع شده‌است.